# Пахомов, Василий Васильевич
Василий Васильевич Пахомов (1 января 1882 — после 1934) — матрос Черноморского флота, эсер, член Всероссийского учредительного собрания.

## Биография
Родился в крестьянской семье в селе Сухочево Курской губернии. Отец подрабатывал штукатуром. Систематического образования не получил, обучался дома. Работал пастухом и штукатуром.
Служил матросом на броненосце «Синоп». В 1906 году, проходя военную службу в Севастополе, вступил в партию эсеров, вёл пропаганду среди экипажа, занимался подготовкой восстания. В 1907 году арестован около острова Тендра. 29 июня 1907 Военно-морским судом Севастопольского порта по обвинению по статьям 100, 101 и 110 Свода военных постановлений (СВП) по делу о подготовке военного вооружённого восстания приговорён к смертной казни, заменённой затем бессрочной каторгой. Наказание отбывал на Нерчинской каторге: с 1907 по 1910 в Акатуе, с 1911 по 1916 в Кутомаре и в 1916 и 1917 в Горном Зерентуе. Освобождён из Нерчинска в 1917. Примкнул к партии левых эсеров.
В конце 1917 года был избран во Всероссийское учредительное собрание в Курском избирательном округе по списку № 1 (эсеры). Участвовал в заседании Учредительного собрания 5 января 1918 года.
В советские годы член Общества политкаторжан и ссыльнопоселенцев, членский билет номер 2177. К 1929 году вступил в ВКП(б). Работал в производственном кооперативе «Вторая пятилетка».
Дальнейшая судьба и дата смерти неизвестны.

## Семья
- Жена — ?
  - Дети — ?

### Рекомендуемые источники
- С. Н. Емельянов, А. В. Зорин, А. Г. Шпилев. Курский край в Гражданской войне 1917—1921 гг. (очерк военно-политической истории). Курск 2013. (о сроке вступления в РСДРП(б))